# Conditions d'admissibilité en sélection d'un joueur britannique
En football, le Royaume-Uni se divise en quatre fédérations indépendantes affiliées à la FIFA et l'UEFA, à savoir la fédération anglaise, la fédération écossaise, la fédération galloise et la fédération nord-irlandaise. Le Royaume-Uni délivrant un passeport commun aux quatre nations qui le composent, des critères spécifiques concernant la nationalité sportive, différents de ceux de la FIFA, ont été définis.

## Quatre critères incontournables
Ainsi, à l'occasion de la réunion de l'International Football Association Board du 27 février 1993, les quatre fédérations britanniques ont ratifié l'accord suivant, qui a pris effet le 1er février 1993, au sujet des critères qui devraient déterminer la condition d'admissibilité d'un joueur sélectionnable pour l'une des équipes nationales des fédérations britanniques :  
1. Son pays de naissance ;
2. Le pays de naissance de son père naturel ou de sa mère naturelle ;
3. Le pays de naissance de son grand-père naturel ou de sa grand-mère naturelle ;
4. Lorsque le joueur, ses deux parents naturels, ses quatre grands-parents naturels, sont nés à l'extérieur du Royaume-Uni, mais que le joueur est le détenteur d'un passeport britannique en cours de validité, il peut jouer pour le pays de son choix.

L'accord des quatre fédérations britanniques est plus strict que celui de la FIFA en ce sens qu'il considère qu'un joueur a effectué son choix à partir de son premier match en sélection, qu'il soit amical ou officiel.

## Historique des critères de sélection de la FIFA
Au début des joutes internationales, la FIFA, après sa fondation en 1904, posa comme seule condition que les joueurs sélectionnés possèdent la nationalité du pays qu'ils représentent. Le changement de nationalité sportive de joueurs, en fonction de leurs origines ou leurs migrations était courant à l'époque. Ainsi perdura durant des décennies le « phénomène » des « Oriundi », surtout constaté en Italie, Espagne et France. Il s'agissait la plupart du temps de joueurs sud-américains ayant des origines plus ou moins anciennes avec les pays européens. 
En 1962, pour mettre fin à ces « naturalisations » sportives, qui pouvaient être de circonstance, la FIFA édicte lors de son Congrès du 27 mai 1962 à Santiago du Chili un règlement interdisant les « Oriundi » avec prise d'effet dès la fin de la Coupe du monde, le 18 juin 1962. 
En 1964, la réglementation évolue de nouveau lors du congrès de la FIFA à Tokyo. L'instance internationale autorise désormais  tout joueur sans sélection préalable, quelle que soit la catégorie d'équipes, à opter pour un autre pays que celui de son lieu de naissance si l'un de ses parents était né à l'étranger. Par exemple, Shay Brennan, né en Angleterre de parents irlandais, fut autorisé à jouer pour la république d'Irlande lors de la saison 1964-1965. En 1970, les quatre associations nationales du Royaume-Uni décident d'appliquer cette règle à partir de la saison 1971-1972. Ainsi, cette saison-là, le gardien de but Bob Wilson et le milieu de terrain Trevor Hockey furent les premiers joueurs nés en Angleterre à évoluer en équipe respectivement d'Écosse et du Pays de Galles.
En juin 1993, les règles de la FIFA changent à nouveau, stipulant qu'un joueur n'ayant jamais représenté un pays en compétition officielle, quelle que soit la catégorie des sélections nationales, peut changer de nationalité et évoluer dans la sélection de son nouveau pays, ce choix de carrière étant définitif (pas de retour en arrière ou fuite en avant pour rechanger d'équipe nationale).

## Critères actuels de la FIFA
Très proches des critères britanniques, la FIFA pose quant à elle aujourd'hui quatre conditions universelles pour qu'un joueur soit éligible en sélection : 
1. Soit le père ou la mère du joueur est originaire du pays où le joueur veut être sélectionné ;
2. Soit l'un des grands-pères ou l'une des grands-mères du joueur est originaire du pays où le joueur veut être sélectionné ;
3. Soit le joueur lui-même est né dans le pays où il veut être sélectionné ;
4. Soit le joueur a passé les deux dernières années dans le pays où il veut être sélectionné.

Cette réglementation de la FIFA, qui date de 2004, concernant notamment la sélectionnabilité après deux ans de résidence, aurait pu mettre à mal voire rendre caduc l'accord britannique de 1993. Il n'en fut rien, les quatre fédérations le reconduisant intégralement le 28 février 2004.
Néanmoins, chaque pays affilié à la FIFA, nations britanniques comprises, doit se soumettre à la règlementation qui indique qu'un joueur doit choisir sa nationalité sportive avant l'âge de 21 ans, s'il a déjà été sélectionné en match officiel au sein d'une sélection nationale de jeunes.

## Royaume-Uni: Quatre nationalités mais choix unique
Il est fréquent que des joueurs britanniques aient plusieurs origines, certains ayant même des grands parents venant des quatre nations du Royaume-Uni. Les choix sont parfois épineux pour un joueur voulu par plusieurs sélections. 
Wayne Rooney, au patronyme irlandais, est un exemple classique. Il aurait pu jouer pour l'Irlande du nord, pays de ses grands-parents, voire pour la république d'Irlande. Il a préféré l'Angleterre, où il est né et a grandi. 
Avant lui, en 1993, Jason McAteer aurait pu jouer pour le pays de sa mère, le Pays de Galles, ou de son père, l'Irlande du nord. Il refusa de jouer pour son pays de naissance, l'Angleterre, et répondit à l'appel de la république d'Irlande pour jouer la Coupe du monde 1994. 

## Britannique né en dehors du Royaume-Uni ou naturalisation: Apports et abus
Un joueur britannique né en dehors du Royaume-Uni peut indifféremment choisir l'une des quatre nations britanniques. Ainsi, dans les années 1990, l'antillais Eric Young (né à Singapour) ou l'Anglais Jeremy Goss (né à Chypre) ont pu jouer pour le Pays de Galles sans avoir de lien de filiation avec ce pays. Idem pour l'Irlande du nord qui bénéficia en 1999 de l'apport de Maik Taylor, né en Allemagne, alors que sa seule véritable filiation était anglaise, par son père. 
Owen Hargreaves est aussi un exemple saisissant de ce multiple choix, qui resta finalement filial : chez les jeunes, il joua pour le Pays de Galles, pays de sa mère, avant de refuser la sélection Espoirs galloise et de se tourner vers l'Angleterre, pays de son père. Néanmoins, né et élevé au Canada, il aurait pu jouer pour ce pays. 
Il n'en fut pas de même pour David Johnson, né en Jamaïque, et qui sembla être sélectionnable pour les quatre sélections britannique avant qu'il ne soit découvert que sa mère était née en Angleterre, l'empêchant ainsi de répondre à une vraisemblable convocation de l'Écosse. Son cas semblait pourtant comparable à celui de Maik Taylor.
Certains joueurs n'étant pas originaires des nations du Royaume-Uni par leurs parents mais ayant obtenu la nationalité britannique ont eu le choix de décider de jouer pour l'un des quatre pays. Dans les années 1980, l'Angleterre en bénéficia avec, notamment, John Barnes, originaire de la Jamaïque, et Brian Stein, d'Afrique du Sud. Le Pays de Galles fit de même dans les années 1980 avec Pat Van Den Hauwe, né en Belgique. Sergueï Baltacha Jr a choisi de jouer pour l'Écosse, mais ce choix correspondait aussi au fait qu'il avait grandi en Écosse depuis l'âge de 11 ans.